# Place Babouchkine
La place Babouchkine (Площадь Ба́бушкина) est la grande place devant la gare de Vologda, ville du nord-ouest de la Russie. Elle doit son nom au révolutionnaire russe Ivan Babouchkine, né dans le gouvernement de Vologda.
La gare ferroviaire de Vologda, Vologda-1, donne sur la place, ainsi que la gare routière pour les autocars, et la poste.

## Histoire

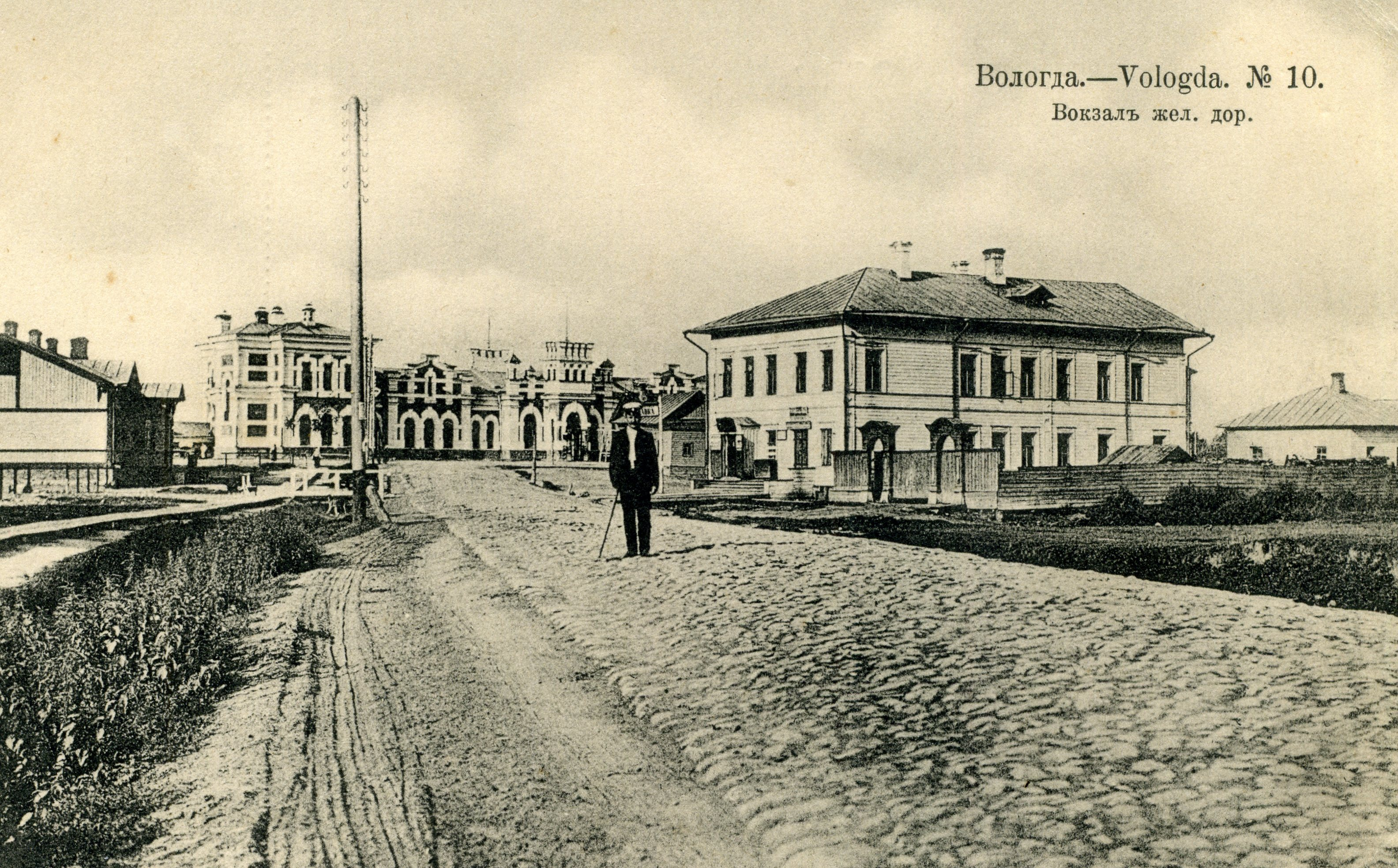
Vue devant la place de la gare vers 1900.

La place se nomme à l'origine place de la Gare. Elle est le théâtre de grands rassemblements pendant la révolution de 1905 où des cortèges se dirigeaient ensuite en ville. Le 26 juin 1934, la foule se rassemble pour accueillir l'équipage du brise-glace Tcheliouskine qui avait pu être secouru.
Un immeuble d'habitation donnant sur la place est construit en 1955 pour abriter 45 appartements. La place de la Gare devient la place Schmidt en 1955-1956 pour honorer le mathématicien Otto Schmidt
Au début des années 1960, on réaménage l'ensemble et en face de la gare l'on construit des immeubles d'habitation à quatre étages. La gare routière est construite en 1970.
En janvier 1973, la place change de nom, pour devenir la place Babouchkine, pour le centième anniversaire de la naissance du révolutionnaire Ivan Babouchkine, natif de la région,. En 1987, les autorités locales font ériger une statue de Babouchkine en ville

## Transport
Transports publics
- Autobus: 1, 6, 28, 37
- Trolleybus 4.

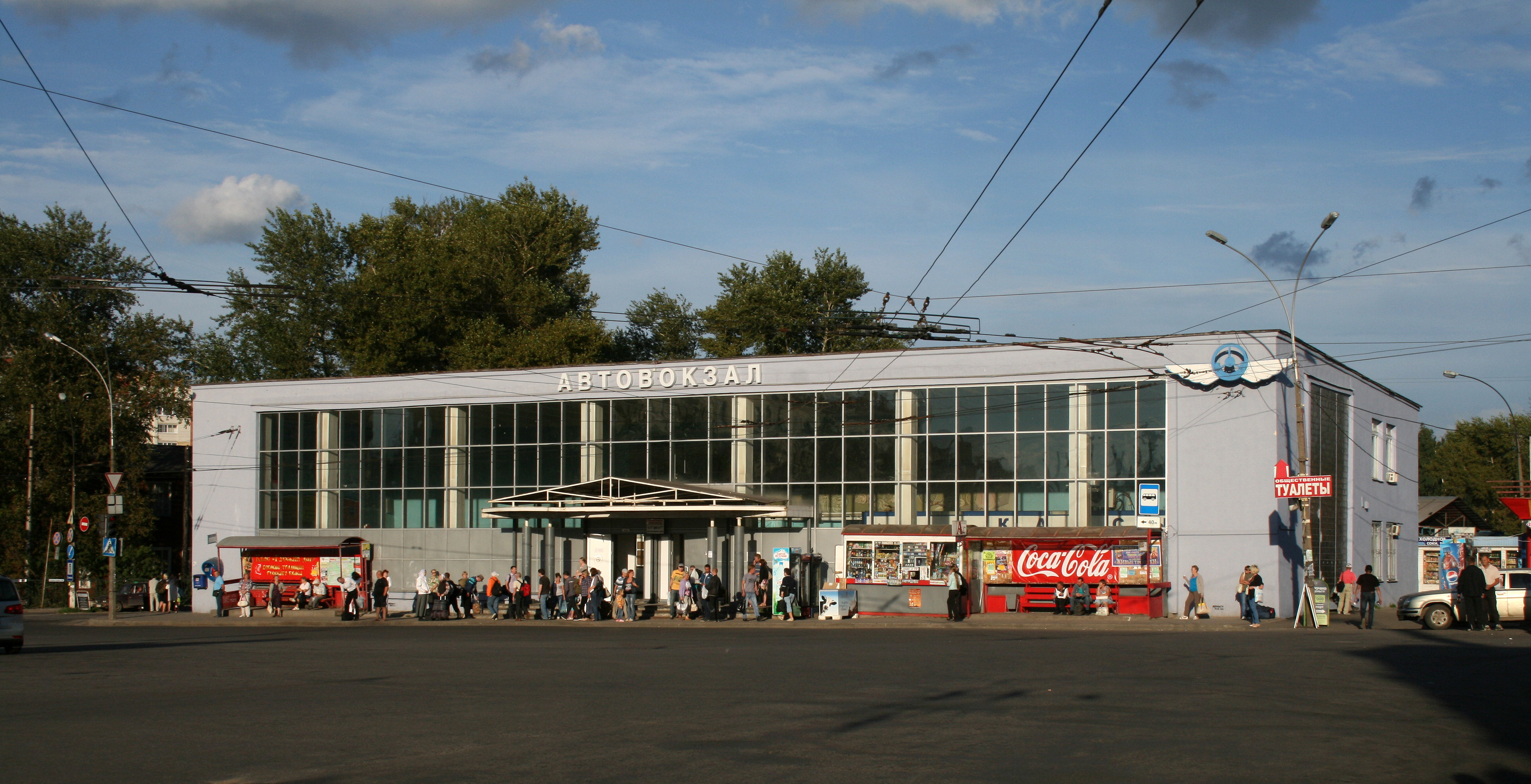
La gare autoroutière de Vologda en 2013.

- Taxis collectifs: 5, 7, 11, 14, 23, 29, 30, 35, 40